# Lógica epistémica
La lógica epistémica es un campo de la lógica modal que se ocupa del razonamiento sobre el conocimiento. Mientras que la epistemología posee una larga tradición filosófica que se origina en la Grecia Antigua, la lógica epistémica es un desarrollo mucho más reciente con aplicaciones en numerosos campos, tales como filosofía, ciencia computacional teórica, inteligencia artificial, economía y lingüística. Mientras que los filósofos a partir de Aristóteles han discutido la lógica modal, y los filósofos medievales tales como Ockham y Duns Scotus desarrollaron numerosas observaciones, fue C.I. Lewis quién en 1912 realizó el primer tratamiento simbólico y sistemático de este tema. El tema continuó madurando, alcanzando su forma moderna en 1963 a partir del trabajo de Kripke. 
Durante la década de 1950 se publicaron numerosos trabajos que mencionaban al pasar una lógica del conocimiento, pero es recién el trabajo de von Wright titulado An Essay in Modal Logic publicado en 1951 el que es reconocido como el documento fundacional. No fue sino hasta 1962 en que Hintikka, escribe Knowledge and Belief, el primer trabajo extenso en que sugiere utilizar modalidades para capturar la semántica del conocimiento en vez de utilizar las premisas aléticas con que típicamente se desarrolla la lógica modal. Si bien este trabajo sentó las bases del tema, desde entonces se han realizado numerosas investigaciones y avances. Por ejemplo, la lógica epistémica ha sido recientemente combinada con algunas ideas tomadas de la lógica dinámica para crear una lógica de las comunicaciones públicas y una lógica de actualización de producto, que intentan modelar las sutilezas epistémicas de las conversaciones. Los trabajos fundacionales en este campo son los realizados por Plaza, van Benthem, y Baltag, Moss, y Solecki.

## Modelo estándar de mundos posibles
La mayoría de los intentos de modelar el conocimiento se han basado en el modelo de los mundos posibles. Para poder proceder, se debe dividir el conjunto de mundos posibles entre aquellos que son compatibles con el conocimiento de un agente, y aquellos que no lo son. Si bien esta discusión se centra básicamente en realizar esta tarea utilizando el enfoque basado en la lógica, vale la pena mencionar el otro método primario que se utiliza que es el tratamiento basado en eventos. En esta aplicación en particular los eventos son conjuntos de mundos posibles, y el conocimiento es un operador sobre los eventos. Si bien las estrategias están relacionadas, existen dos importantes diferencias entre ellas:
- El modelo matemático subyacente del tratamiento basado en la lógica son las estructuras de Kripke, mientras que el tratamiento basado en los eventos utiliza las estructuras de Aumann.

- En el tratamiento basado en eventos las fórmulas lógicas no se utilizan de ninguna forma, mientras que en el método basado en la lógica utiliza el sistema de la lógica modal.

Típicamente, el tratamiento basado en la lógica ha sido utilizado en los campos de la filosofía, la lógica y la inteligencia artificial, mientras que el tratamiento basado en eventos es más comúnmente utilizado en campos como la teoría de juegos y economía matemática. En el método basado en la lógica, se han construido una sintaxis y una semántica utilizando el lenguaje de la lógica modal, que se describe a continuación. 

### Sintaxis
El operador modal básico de la lógica epistémica, normalmente escrito con el símbolo K, se puede interpretar como significando «se sabe que», «es necesario desde un punto de vista epistémico que», o «es inconsistente con lo que sabemos que no». Si está representando el conocimiento de más de un agente, entonces se agregan subíndices al operador ({\displaystyle {\mathit {K}}_{1}}, {\displaystyle {\mathit {K}}_{2}}, etc.) para indicar cuál es el agente al que se está haciendo referencia. De forma tal que {\displaystyle {\mathit {K}}_{a}\varphi } significa «el agente {\displaystyle a} sabe que {\displaystyle \varphi }». El dual de K, que estaría en la misma relación con K que {\displaystyle \Diamond } es a {\displaystyle \Box }, no posee un símbolo específico, pero puede ser representado como {\displaystyle \neg K_{a}\neg \varphi }, lo que se lee como «{\displaystyle a} no sabe que no {\displaystyle \varphi }» o «{\displaystyle a} es {\displaystyle \varphi } posible». «{\displaystyle a} no sabe si {\displaystyle \varphi }» puede ser expresado como {\displaystyle \neg K_{a}\varphi \land \neg K_{a}\neg \varphi }.
De forma tal de poder utilizar las nociones de conocimiento común y conocimiento distribuido, se pueden agregar tres operadores modales adicionales al lenguaje. Ellos son {\displaystyle {\mathit {E}}_{\mathit {G}}}, que se lee «todo agente en el grupo G sabe»; {\displaystyle {\mathit {C}}_{\mathit {G}}}, que se lee «es un conocimiento en posición de todo agente en G»; y {\displaystyle {\mathit {D}}_{\mathit {G}}}, que se lee «es conocimiento distribuido a todo agente en G». Si {\displaystyle \varphi } es una fórmula de nuestro lenguaje, entonces también lo son {\displaystyle {\mathit {E}}_{G}\varphi }, {\displaystyle {\mathit {C}}_{G}\varphi }, y {\displaystyle {\mathit {D}}_{G}\varphi }. De la misma manera en que se puede omitir el subíndice luego de {\displaystyle {\mathit {K}}} cuando hay un solo agente, el subindice luego de los operadores modales {\displaystyle {\mathit {E}}}, {\displaystyle {\mathit {C}}}, y {\displaystyle {\mathit {D}}} puede ser omitido cuando el grupo es un conjunto de agentes.

### Semántica
Tal como se mencionó previamente, el enfoque basado en la lógica se construye a partir del modelo de los mundos posibles, donde las semánticas de los mismos se expresan en general mediante estructuras de Kripke, también conocidas como modelos de Kripke. Una estructura de Kripke M para n agentes sobre {\displaystyle \Phi } es un tuple {\displaystyle (S,\pi ,{\mathcal {K}}_{1},...,{\mathcal {K}}_{n})}, donde S es un conjunto no vacío de estados o mundos posibles, {\displaystyle \pi } es una interpretación que asocia cada estado en S a una asignación de verdad a las proposiciones primitivas en {\displaystyle \Phi }, y {\displaystyle {\mathcal {K}}_{1},...,{\mathcal {K}}_{n}} son las relaciones binarias en S para n agentes. es importante no confundir {\displaystyle K_{i}}, el operador modal, y {\displaystyle {\mathcal {K}}_{i}}, nuestra relación de accesibilidad.
La asignación de verdad nos indica si una proposición p es verdadera o falsa en un cierto estado. De esta forma {\displaystyle \pi (s)(p)} nos indica si p es verdadero en el estado s en el modelo {\displaystyle {\mathcal {M}}}. La verdad depende no solo de la estructura, sino que también del mundo actual. Solo porque algo sea verdadero en un mundo no quiere decir que también sea verdadero en otro mundo. Para demostrar que una fórmula {\displaystyle \varphi } es verdadera en un cierto mundo, se escribe {\displaystyle (M,s)\models \varphi }, normalmente interpretado como «{\displaystyle \varphi } es verdadero en (M,s),» o «(M,s) cumple con la relación {\displaystyle \varphi }».
Es útil pensar la relación binaria {\displaystyle {\mathcal {K}}_{i}} como una relación de posibilidad, porque la misma captura en que mundos o estados es que el agente i considera que son posibles. Por lo general tiene sentido que {\displaystyle {\mathcal {K}}_{i}} sea una relación de equivalencia, dado que esta es la forma más fuerte y es la más apropiada para la mayoría de las aplicaciones. Una relación de equivalencia es una relación binaria que es reflexiva, simétrica, y transitiva. La relación de accesibilidad no posee estas cualidades; ciertamente existen otras opciones posibles, tales como aquellas que se utilizan cuando se modelan creencias en lugar de conocimiento.

## Propiedades del conocimiento
Suponiendo que {\displaystyle {\mathcal {K}}_{i}} es una relación de equivalencia, y que los agentes son razonadores perfectos, se pueden derivar algunas propiedades del conocimiento. Las propiedades indicadas aquí se las suele llamar «propiedades S5», por las razones que se explican más adelante en la sección de Axiomas.

### El axioma de distribución
Este axioma es conocido dentro de la lógica epistémica como K (no confundir con el axioma K de la lógica modal). En términos epistémicos, establece que si un agente sabe/conoce {\displaystyle \varphi } y sabe que {\displaystyle \varphi \implies \psi }, entonces el agente debe también saber/conocer {\displaystyle \psi }. Por lo que,
{\displaystyle (K_{i}\varphi \land K_{i}(\varphi \implies \psi ))\implies K_{i}\psi }

### La regla de generalización del conocimiento
Otra propiedad que se puede derivar es que si {\displaystyle \varphi } es válido, entonces lo es {\displaystyle K_{i}\varphi }. Lo cual no quiere decir que si {\displaystyle \varphi } es verdadero, dicho agente i sabe/conoce {\displaystyle \varphi }. Lo que quiere decir es que si {\displaystyle \varphi } es verdadero en todo mundo que un agente considere como un mundo posible, entonces el agente debe conocer/saber {\displaystyle \varphi } en todos los mundos posibles.
si {\displaystyle M\models \varphi } entonces {\displaystyle M\models K_{i}\varphi }

### El axioma de la verdad o conocimiento
Este axioma es conocido como axioma T. El mismo establece que si un agente conoce hechos, los hechos deben ser verdaderos. Esto ha sido a menudo tomado como la principal característica que diferencia al conocimiento de la creencia. Mientras que es posible creer en algo que es falso, no se puede conocer/saber algo que es falso.
{\displaystyle K_{i}\varphi \implies \varphi }

### El axioma de la introspección positiva
Esta propiedad y la siguiente establecen que un agente posee introspección acerca de su propio conocimiento, y se los conoce tradicionalmente bajo los nombres de axiomas 4 y 5, respectivamente. El axioma de la introspección positiva, también conocido como axioma KK, dice específicamente que los agentes saben que es lo que saben/conocen. este axioma puede parecer menos obvio que los enumerados previamente, y Timothy Williamson ha argumentado en contra de su inclusión en su libro, Knowledge and Its Limits.
{\displaystyle K_{i}\varphi \implies K_{i}K_{i}\varphi }

### El axioma de la introspección negativa
El axioma de la introspección negativa dice que los agentes saben que es lo que no saben/conocen.
{\displaystyle \neg K_{i}\varphi \implies K_{i}\neg K_{i}\varphi }

### Sistemas de axiomas
Se pueden derivar diferentes lógicas modales tomando distintos subconjuntos de estos axiomas, y estas lógicas son normalmente llamadas según los axiomas más importantes que se utilicen. Sin embargo, no siempre es este el caso. KT45, la lógica modal que resulta de combinar K, T, 4, 5, y la Regla de Generalización del Conocimiento, es conocida como S5. Esta es la razón por la cual las propiedades descriptas previamente son a menudo llamadas propiedades S5.
La lógica epistémica también analiza las creencias, no solo el conocimiento. El operador básico modal por lo general se escribe como B en vez de K. Sin embargo en este caso, el axioma del conocimiento no parece ser verdadero -- solo a veces los agentes creen la verdad -- por lo que por lo general se lo remplaza con al axioma de consistencia, tradicionalmente llamado D:
{\displaystyle \neg B_{i}\bot }
el cual establece que el agente no cree una contradicción, o lo que es falso. Cuando D remplaza a T en S5, el sistema resultante se llama KD45. Esto también resulta en un conjunto de propiedades distintas para {\displaystyle {\mathcal {K}}_{i}}. Por ejemplo, en un sistema en el cual un agente «cree» que algo es verdadero, pero en realidad no lo es, la relación de accesibilidad sería no reflexiva. La lógica de las creencias se llama lógica doxástica.